# Sebastian Johann von Pötting
Sebastian Johann von Pötting und Persing (Reitpollenbach, 1628 – Passavia, 16 marzo 1689) è stato un vescovo cattolico tedesco.

## Biografia
Sebastian von Pötting nacque nel 1628 come figlio di un notabile di Pötting. Divenne dapprima arciprete di Passavia, quindi ricevette la consacrazione episcopale nell'aprile del 1665, con il titolo di vescovo di Lavant (oggi Maribor). L'11 marzo 1673, su raccomandazione dell'imperatore Leopoldo I, venne scelto a succedere alla cattedra episcopale di Passavia. Nel 1676 con l'aiuto dell'Imperatore e della principessa bavarese Eleonora del Palatinato, ricostruì la cattedrale. Nel 1683 benedisse l'Imperatore prima del suo scontro con i Turchi e quello stesso anno divenne inviato imperiale a Ratisbona, ricoprì l'incarico per i successivi quattro anni.
Sebastian von Pötting riformò la diocesi di Passavia e fu promotore dei gesuiti (al contrario del proprio predecessore), ai quali affidò la chiesa di san Michele (Michaeliskirche) (1677). Anche la cattedrale subì molte modifiche di stile barocco durante il suo episcopato.
Morì il 19 marzo 1689 nel Monastero di Santa Maria del Soccorso e venne sepolto nella cripta dei vescovi della cattedrale di Passavia. Lo ricorda un monumento, situato ancor oggi sul lato destro dell'altar maggiore.

## Genealogia episcopale e successione apostolica
La genealogia episcopale è:
- Cardinale Scipione Rebiba
- Cardinale Giulio Antonio Santori
- Cardinale Girolamo Bernerio, O.P.
- Arcivescovo Galeazzo Sanvitale
- Cardinale Ludovico Ludovisi
- Cardinale Marco Antonio Gozzadini
- Cardinale Ernesto Adalberto d'Harrach
- Cardinale Guidobald von Thun und Hohenstein
- Vescovo Wenzeslaus von Thun und Hohenstein
- Vescovo Sebastian Johann von Pötting und Persing

La successione apostolica è:
- Vescovo Jaroslav František Ignác von Šternberka (1676)